# Арджун Рампал
Арджун Рампал (гінді अर्जुन रामपाल, англ. Arjun Rampal; нар. 26 листопада 1972 року, Джабалпур, Індія) — індійський актор та супермодель.

## Біографія
Арджун Рампал народився 26 листопада 1972 року в місті Джабалпур індійського штату Мадх'я-Прадеш. Навчався в Індійському коледжі в Делі, закінчивши його за фахом бакалавр економіки. Модний дизайнер Рохіт Бал, побачивши його на дискотеці, запропонував йому роботу в якості моделі. У модельному бізнесі Арджун пропрацював сім років до початку своєї кінокар'єри.

### Родина, сім'я
Був одружений з колишньою Міс Індія й супермоделлю Мехр Джес Рампал. Має двох доньок — Махіку (2002 р.н.) і Світу (2005 р.н.). Крім того, є опікуном одинадцяти дівчаток-сиріт. У 2018 році оголосив про розлучення з дружиною. У квітні 2019 року, повідомив, що його дівчина, модель грецького походження Габріелла Деметріадес вагітна.

## Кар'єра
Арджун Рампал успішно працював моделлю і в 1994 році був оголошений Society's Face of the Year. Як актор він дебютував в 2001 році у фільмі «З першого погляду», який провалився в прокаті. Однак гра Рампала заслужила похвалу критиків, і Таран Адарш з Bollywood Hungama написав, що актор «виглядає живим і проявляє емоції з граничною щирістю. Він справляється з емоційними моментами зі зрілістю, настільки рідкісною для новачка». За цю роль Рампал був номінований в категорії «Кращий чоловічий дебют» на Filmfare Award й отримав Screen Award й IIFA Awards. Два його подальших фільми — «Одержима коханням» і «Порятунок» — також провалилися в прокаті.
Успіх прийшов до нього тільки в 2002 році, коли фільм «Небезпечна гра», де він зіграв з такими акторами як Амітаб Баччан, Акшай Кумар і Сушміта Сен, зайняв четверте місце в списку найкасовіших фільмів року. Однак його наступні фільми «Мені потрібна тільки любов» (з Приті Зінтою), «Сердечна прихильність» (з Айшварією Рай), «Зрозуміти один одного» (з Урмілою Матондкар) і «Місія в Цюріху» (з Пріянкою Чопрою) були далеко не такими успішними.
Другим успіхом в його кар'єрі став фільм «Сутичка» (2005), де він зіграв роль колишнього поліцейського. Критик Субхаш До Джа написав, що «він вкрай переконливий як в сценах з його екранною дочкою, так і в захоплюючій сцені його смерті». У цьому ж році він вперше зіграв негативну роль у фільмі «Охоронець», головну роль в якому виконав Амітаб Баччан.
Але справжнім хітом став фільм «Дон. Ватажок мафії» (2006), рімейк однойменного фільму 1978 року. Тоді як Шахрух Хан виконав головну роль, зіграну в оригіналі Амітабом Баччаном, Рампалу дісталася роль, зіграна Праном. Роль була невеликою, і Таран Адарш зауважив, що характер його героя міг бути розвинений краще. Арджун знову розділив екран з Шахрух Ханом в наступному році у фільмі Фари Хан «Коли одного життя замало» (2007). Тут він знову зіграв негативну роль і був нагороджений за неї Zee Cine Awards. Фільм зібрав в прокаті 50 крор і отримав статус «хіта».
Одностайне визнання критиків, однак, прийшло до Арджуна після виходу фільму «Граємо рок! Граємо рок! Граємо рок!». Рампал зіграв талановитого, але поки що невідомого і життєрадісного гітариста Джо Маскарен'яша, з похвальною легкістю. Для виконання ролі Арджун навчився грати на гітарі насправді. Критики були вражені його грою, деякі навіть називали його виконання ролі кращим, ніж гра провідного актора фільму Фархана Ахтара. Фільм приніс йому кілька призів в категорії «Кращий актор другого плану», в тому числі Національну кінопремію, Filmfare Award, IIFA Award і Screen Award. Він також отримав похвалу від критиків за роботу у фільмі Ритупарно Гхоша «Останній Лір», де головну роль зіграв Амітаб Баччан. Раджив Масанд з CNN-IBN написав, що «Арджун Рампал виблискує, як охоплений почуттям провини режисер, котрому соромно навіть вибачитися за свій егоїзм».
Всі три його фільми 2010 року мали касовий успіх. Статус «хіта» отримав фільм «Повний дім» з Акшаєм Кумаром і Діпікою Падуконе в головних ролях, де Арджун зіграв суворого брата героїні. Його наступний фільм — «Політики» Пракаша Джа став «блокбастером» . Критик Раджа Сен з Rediff.com дав суперечливі відгуки про його гру, написавши: «Рампал є мінливим старшим братом, який розмовляє чистою мовою гінді, і хмурить брови, щоб показати напругу. Він здається більш впевненим, ніж раніше, і це дає певний ефект, але він все ще не може грати». За цю роль Арджун отримав Star Guild Awards, IIFA Award і Zee Cine Award в категорії «Кращий актор другого плану». Він також знявся у фільмі «Я люблю тебе, мамо!», рімейку голлівудської мелодрами «Мачуха», разом з Кариною Капур і Каджол, виконавши роль, зіграну в оригіналі Едом Гаррісом.
У 2011 році Арджун Рампал знову зіграв роль лиходія. І цього разу він практично затьмарив Шахруха Хана у фантастичному фільмі «Випадковий доступ» (омонім легендарного асура Равани). Критик Мартін де Соуза оцінив гру Рампала, назвавши його «рятівником фільму».
У 2012 році Рампал зіграв в парі з Кариною Капур в «Героїні» Мадхура Бхандаркара. Фільм провалився в прокаті, але Арджун отримав схвалення критиків. Згодом Рампал знявся у двох фільмах, які претендують на відносно тонкий смак глядачів: Chakravyuh Пракаша Джа і Inkaar Судхіра Мишри. Рампал виконав обидві ролі добре і завоював визнання критиків за обидва фільми спірної тематики. Критик Таран Адарш називається обидва його виконання ролей «потужними».
У 2015 році вийшов фільм «Трилогія», де він зіграв режисера-документаліста, який закохується в колегу по роботі. Однак фільм отримав негативну оцінку і провалився в прокаті. Через рік вийшли два фільми з його участю — «Граємо рок 2» і Kahaani 2: Durga Rani Singh, один з яких провалився в прокаті, а другий мав комерційний успіх. У 2017 році Арджун зіграв гангстера Аруна Гавлена у фільмі Daddy, також вдруге в кар'єрі виступивши в якості продюсера.

## Реклама
Арджун Рампал бере участь в рекламі наступних марок:
- Thomas Scott
- Gillette
- Rocky S noir
- Schweppes
- Alive by Arjun Rampal
- «Nivea MAN»

## Фільмографія
| Рік  |   | Українська назва           | Оригінальна назва            | Роль                     |
| ---- | - | -------------------------- | ---------------------------- | ------------------------ |
| 2001 | ф | З першого погляду          | Pyaar Ishq Aur Mohabbat      | Гаурав Саксена           |
| 2001 | ф | Одержимі коханням          | Deewaanapan                  | Сурадж Сайгал            |
| 2001 | ф | Спасіння                   | Moksha — Salvation           | Вікрам Сехгал            |
| 2002 | ф | Небезпечна гра             | Aankhen                      | Арджун Верма             |
| 2002 | ф | Мені потрібна тільки любов | Dil Hai Tumhaara             | Дев                      |
| 2003 | ф | Сердечна прихильність      | Dil Ka Rishta                | Джай                     |
| 2003 | ф | Зрозуміти один одного      | Tehzeeb                      | Салім                    |
| 2004 | ф | Мисія в Цюриху             | Asambhav                     | Капітан Аадит Ар'я       |
| 2005 | ф | Обіцянка                   | Vaada                        | Рахул Варма              |
| 2005 | ф | Згадати все                | Yakeen                       | Нікхіл Оберой            |
| 2006 | ф | Дон. Ватажок мафії         | Don — The Chase Begins Again | Джасджит                 |
| 2006 | ф | Ніколи не кажи «Прощавай»  | Kabhi Alvida Naa Kehna       | Джай (спеціальний гість) |
| 2006 | ф | В ім'я любові              | Humko Tumse Pyaar Hai        | Рохіт                    |
| 2007 | ф | Коли одного життя замало   | Om Shanti Om                 | Мукеш «Майк» Мехра       |
| 2008 | ф | Граєм рок!!                | Rock On!!                    | Джозеф «Джо» Маскаренхас |
| 2010 | ф | Політики / Правителі       | Raajneeti                    | Притхвірадж Пратап       |
| 2010 | ф | Я люблю тебя, мамо!        | We Are Family                | Аман                     |
| 2010 | ф | Повний дім                 | Housefull                    | Майор Крішна Рао         |
| 2011 | ф | Випадковий доступ          | Ra.One                       | Ра.Вуан                  |
| 2012 | ф | Героїня                    | Heroine                      | Ар'ян Кханна             |
| 2013 | ф | Наполегливість в істині    | Satyagraha                   | Рудра Пратап Сінгх       |
| 2013 | ф | День Д / Розвідники        | D-Day                        | Арджун Пратап            |
| 2015 | ф | Рой / Трилогія             | Roy                          | Кабір Гревал             |
| 2016 | ф | Граєм рок 2                | Rock On 2!!                  | Джозеф «Джо» Маскаренхас |
| 2016 | ф |                            | Kahaani 2: Durga Rani Singh  | Індержит Сінгх           |

## Нагороди та номінації
- 2002 — Filmfare Award за кращу дебютну чоловічу роль — «З першого погляду» (номінація)[5]
- 2002 — Screen Award кращому акторові-новачку — «З першого погляду», «Одержима любов'ю» і «Порятунок»[6]
- 2002 — IIFA Award зоряний чоловічий дебют року — «З першого погляду»[7]
- 2007 — Zee Cine Awards за краще виконання негативної ролі — «Коли одного життя замало»[10]
- 2009 — Національна кінопремія (Індія) за кращу чоловічу роль другого плану — «Граємо рок!»[24]
- 2009 — Filmfare Award за кращу чоловічу роль другого плану — «Граємо рок!»[25]
- 2009 — IIFA Award за кращу чоловічу роль другого плану — «Граємо рок!»[12]
- 2011 — Stardust Awards за кращу чоловічу роль другого плану — «Повний дім»
- 2011 — Star Guild Award за кращу чоловічу роль другого плану — «Політики»[17]
- 2011 — IIFA Award за кращу чоловічу роль другого плану — «Політики»[18]
- 2011 — Zee Cine Award за кращу чоловічу роль другого плану — «Політики»[19]
- 2011 — The Global Indian Film and TV Honours за кращу чоловічу роль другого плану — «Політики»[26]
- 2011 — Golden Kala Awards за найгіршу чоловічу роль другого плану — «Я люблю тебе, мамо!»